# Edificio Comega
El edificio Comega es un destacado edificio art deco ubicado en la intersección de la avenida Corrientes con la avenida Leandro N. Alem, en la ciudad de Buenos Aires, Argentina. 
Fue la segunda torre del país construida en hormigón armado y la primera de la ciudad en mostrar un exterior totalmente revestido con travertino. Su construcción, de estilo art deco, se realizó entre los años 1931 y 1934, sobre un proyecto del Ing. Alberto Stein y los  arquitectos Enrique Douillet y Alfredo Joselevich.
En su tiempo rivalizó con otro gigante, el edificio SAFICO, también de estilo art deco, y que se construyó 200 metros al oeste, también sobre la avenida Corrientes. En 1936, el edificio Kavanagh superaría largamente a ambos en altura.

## Historia

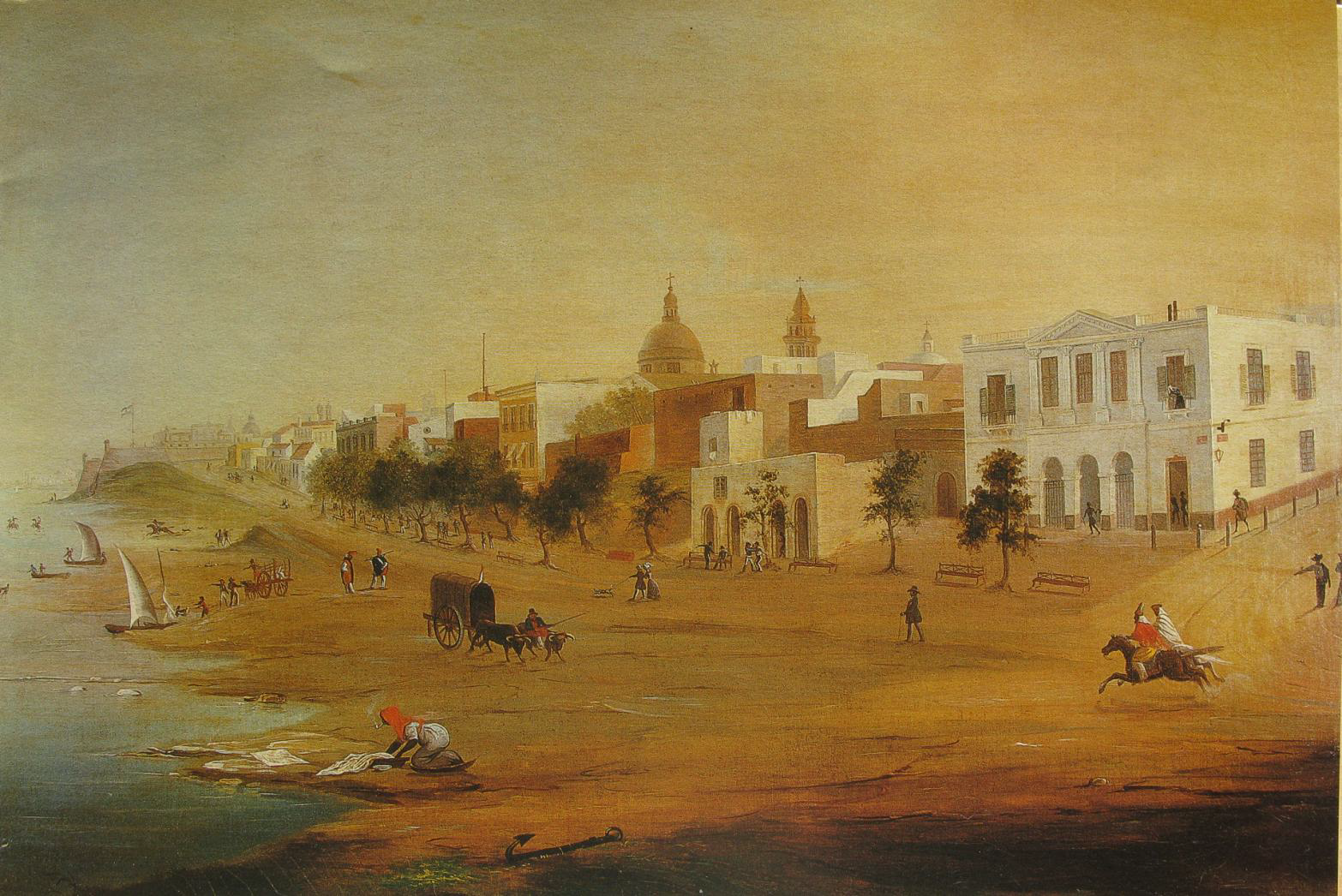
A la derecha de este cuadro se ubica la residencia de Francisco Madero, donde hoy se asienta el edificio Comega, a mediados del.

Fue emplazado por encargo de la Compañía Mercantil y Ganadera S.A. (COMEGA), en un terreno privilegiado que antes había ocupado la residencia de Francisco Madero, luego transformada en Gran Hotel Nacional.
Al inaugurarse se había previsto un 19º piso para uso colectivo y de reunión. Pero el lugar fue al poco tiempo concesionado para que se instalara la conocida confitería-restaurante "Comega Club", que funcionó hasta 1969. Ese lugar fue preparado especialmente para grandes acontecimientos que pudieron observarse desde su altura, como la llegada en 1934 del dirigible Graf Zeppelin, el sepelio de Carlos Gardel en febrero de 1936, y el ensanche final que convirtió en avenida a la calle Corrientes, en 1937. En 2000 se instaló en el mismo sitio un nuevo restaurante, y a partir de 2004 el restaurante-café "A222", que cerró a principios de 2012.
Una gran singularidad fueron sus cinco ascensores, pues fue el primero de Buenos Aires en tener los más rápidos, capaces de subir 180 metros por minuto. También poseía una peluquería en uno de sus pisos, que atendía a los ocupantes de las oficinas.
Declarado patrimonio arquitectónico de la ciudad, fue recientemente reciclado y cuenta con la mayoría de los servicios de última generación.

## Descripción
Desde su inauguración, uno de los grandes atractivos del Comega fue su ubicación estratégica. La esquina de la avenida Corrientes y avenida Leandro N. Alem, cerca de la Bolsa de Comercio, la Casa de Gobierno y otras dependencias públicas, y también de la sede de importantes empresas exportadoras.
Desde él pueden observarse, entre otras cosas, el barrio de Puerto Madero, la Reserva Ecológica, el Río de la Plata. Mucho más alejados, pueden verse también, la silueta de la ciudad de Colonia (Uruguay), y algunos edificios de la ciudad de Quilmes. 
Su exterior es de aristas rectas y está desprovisto de ornamentos. Está conformado por dos volúmenes laterales y una torre central varios pisos más alta, de 21 pisos y 88 metros de altura. Juntos definen un patio central abierto, sobre la avenida Leandro N. Alem. Posee además dos subsuelos de cochera.
Sus interiores presentan revestimiento de granito y mostradores de acero inoxidable, algo sumamente novedoso y costoso para su época.

## Imágenes

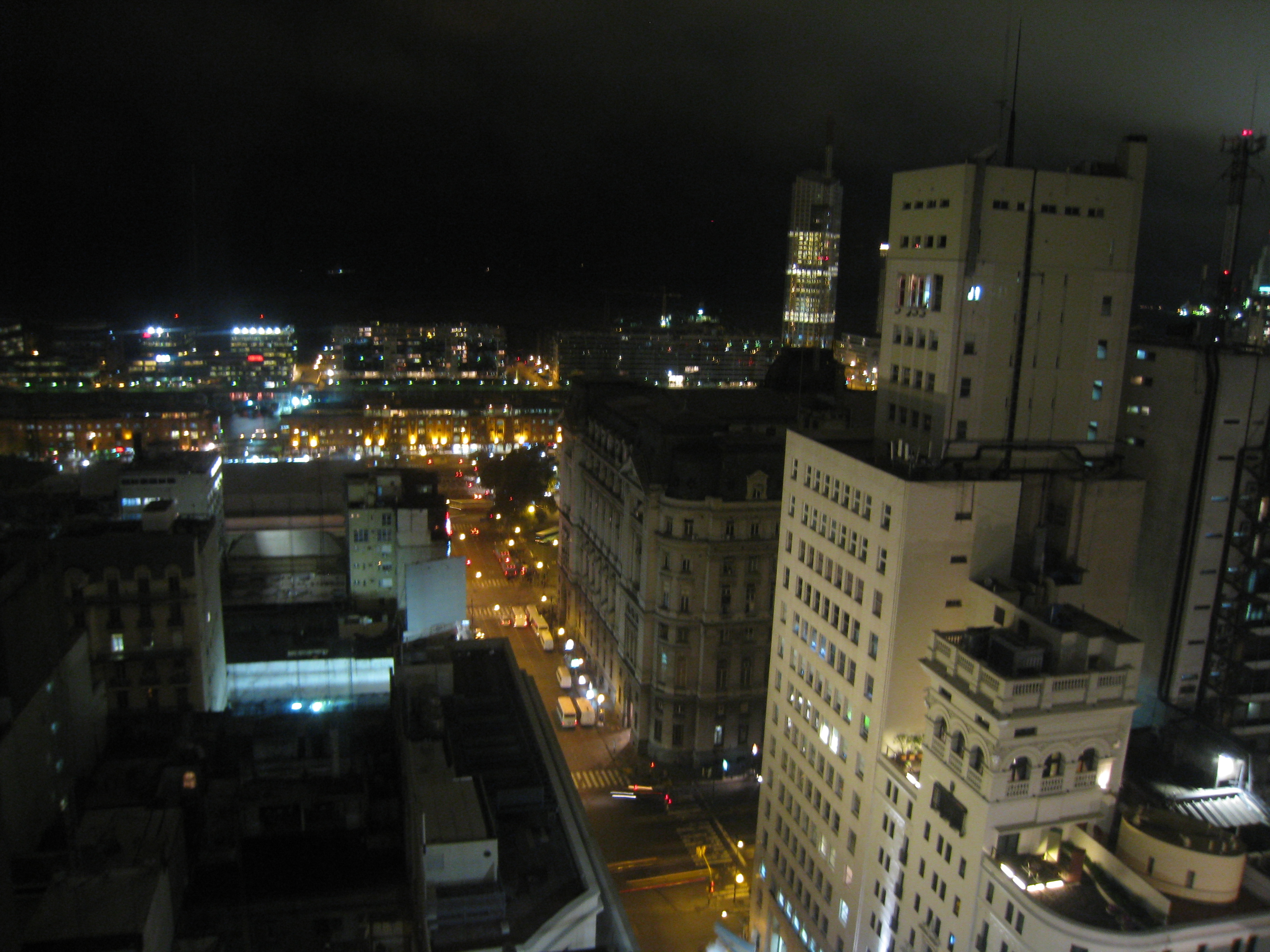
Visto desde el edificio SAFICO
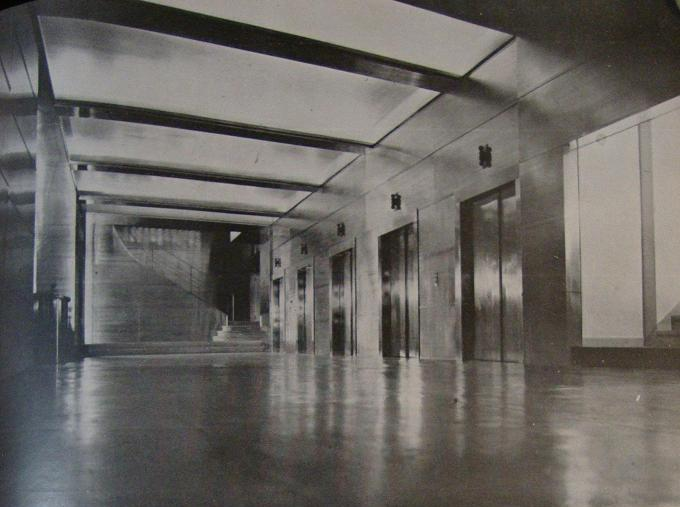
Hall de la planta baja, ascensores y escalera principal (1933)
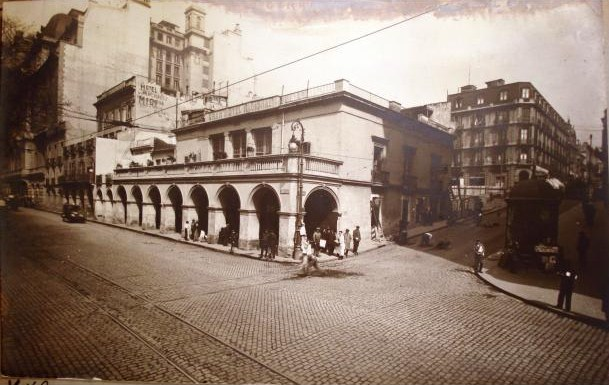
El Gran Hotel Nacional, antes del Comega (ca. 1920)
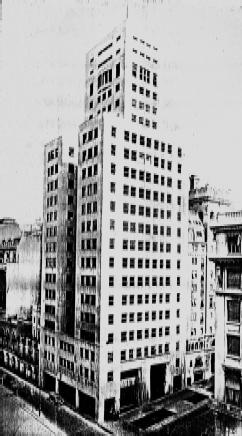
El edificio Comega en 1933